# Opostega melitardis
Opostega melitardis là một loài bướm đêm thuộc họ Opostegidae. Nó được Edward Meyrick miêu tả năm 1918. Nó được tìm thấy ở Natal, Nam Phi.